# Sabkhat Ghuzayyil
Sabkhat Ghuzayyil è la depressione con il punto più basso rispetto al livello del mare della Libia trovandosi a - 47 metri. È a 9 km a ovest della località di Nakhlat Salimah.